# Pentelia coxalis
Pentelia coxalis är en skalbaggsart som beskrevs av Gilbert John Arrow 1944. Pentelia coxalis ingår i släktet Pentelia och familjen Melolonthidae. Inga underarter finns listade i Catalogue of Life.